# Jean Barbot
Jean Barbot, né à Saint-Martin-de-Ré le 25 mai 1655 et mort à Southampton, le 27 décembre 1712, est un négociant, explorateur et négrier français.

## Biographie
Protestant hugenot, Jean Bardot est membre d'une famille de grands marchands de l'Île de Ré.
Employé par la Compagnie du Sénégal, qui développe le commerce triangulaire, et notamment la traite d'esclaves, il rédige deux récits de ses expéditions sur les côtes africaines, un premier récit en 1678-1679, qui est conservé, et un second récit correspondant aux années 1681-1682, qui n'est pas édité.
En octobre 1678, il voyage ainsi aux Canaries, passe par le Cap-Vert, voyage en Sierra Leone et dans l'actuel Ghana avant de rejoindre Cayenne puis la Martinique et la Guadeloupe (septembre 1679).
En octobre 1681, il remonte le fleuve Sénégal, atteint l'île Principe et regagne de nouveau la Martinique et la Guadeloupe (septembre 1682).
La révocation de l’édit de Nantes en 1685 le pousse à quitter la France, il se réfugie alors en Angleterre où il meurt, à Southampton, en 1712.

## Œuvres
- Son journal a été publié en 1992 sous le titre Barbot on Guinea : the writings of Jean Barbot on West Africa (Londres, Hakluyt Society).
- Journal d'un voyage de traite en Guinée, à Cayenne et aux Antilles fait par Jean Barbot en 1678-1679 ; présenté, publié et annoté par Gabriel Debien, Marcel Delafosse et Guy Thilmans, Bulletin de l'Institut fondamental d'Afrique noire, Dakar, t.40, série B, no2, p. 236-395.